# オマリーのダイナミック・イングリッシュ 〜オマリーの六甲おろし〜
『オマリーの六甲おろし』として知られるが、正式タイトルは『オマリーのダイナミック・イングリッシュ 〜オマリーの六甲おろし〜』である。同曲は、ポリスターから発売された元プロ野球選手のトーマス・オマリーをフィーチャリングした企画盤のCDアルバム。

## 概要
近畿広域圏を営業範囲とする毎日放送（MBSラジオ）のプロ野球中継『毎日放送ダイナミックナイター』では、阪神タイガースに内野手として所属していたトーマス・オマリーを1993年・1994年の2年にわたってイメージキャラクターに起用し、CM明けのジングル部分に「オマリーのダイナミック・イングリッシュ」と題したミニコーナーを挿入していた。コーナーの内容はオマリーが野球用語やアメリカ合衆国で使用される野球関連の慣用句などの英会話を紹介するもので、アルバムの大半は放送で使われたジングルの収録だが、その他にMBSアナウンサーの角淳一とスポーツコメンテーターの唐渡吉則による対談、阪神優勝の架空実況中継などが収録されている。その中でも特に話題を呼んだのは、オマリーが日本語と英語の2バージョンで歌う「オマリーの六甲おろし」であった。
オマリーはCDが発売された1994年シーズン終了後に阪神を退団しヤクルトへ移籍したが、現役引退後2回にわたりコーチとして古巣の阪神に復帰している。2回目のコーチ復帰直後の2014年、デジタル・リマスター盤として復刻された。

### オマリーの六甲おろし
初回盤トラック8、リマスター盤トラック7に収録。2018年9月26日に配信限定でシングルカット版が発売された。オマリーが阪神の球団歌「阪神タイガースの歌」（作詞：佐藤惣之助、作曲：古関裕而）を前半は日本語、後半は英語（訳詞：馬野真美）で歌唱したものだが、発売当時から「あまりに音痴で下手過ぎる」と話題になり、TBSラジオ『コサキンDEワァオ!』でも取り上げられたことがある。
オマリーは現役引退後、1997年10月18日放送のフジテレビ『LOVE LOVE あいしてる』にゲスト出演してスタジオで本曲を歌唱した。2012年1月9日にNHK FMで放送された「セパ対抗! 今日は一日“プロ野球ソング”三昧」で本曲が取り上げられた時には、MVS（最優秀ソング）へ選出されている。
2017年3月20日放送の民放ラジオ101局特別番組「WE LOVE RADIO 山下達郎・星野源のラジオ放談」では星野源が「ラジオから流れてきた音楽で心をグッと掴まれた曲」として「オマリーの六甲おろし」を紹介し、番組の放送直後から「90年代の珍曲」としてネット上で注目を集めた。共演した山下達郎は2020年8月9日放送のTOKYO FM『サンデー・ソングブック』でもテーマ「珍盤・奇盤特集」の中で本曲を取り上げ「音痴レコードの最たるものというやつです。リクエストの山が続いてるんですが、どうしても勇気がなくて（番組で）かけられませんでした」と前置きし「オマリー選手は野球選手としては一流の人なのに、これだけだとアホタレみたいですよね。かわいそうです」「知り合いの阪神ファンが、カラオケ屋に行ってこれをまねするんです。倒錯してますよね」と述べていた。2003年に発売されたはなわのアルバム『HANAWA ROCK』収録曲の「大阪府」においても、山下の発言と同じ趣旨でカラオケに行くと最後に「オマリーの六甲おろし」を選曲する大阪人の習性を取り上げた歌詞が含まれている。
CDを企画したMBSラジオでは2019年12月25日放送の「レイディオ・ゴー!」内で当日が誕生日の人物としてオマリーを紹介した際に本曲をオンエアしたが、番組のサイトではパーソナリティの上代貴子が「名作曲家の古関裕而さんが作ったメロディーのかけらも感じられない(別の歌か?と思えるほどの)すんごいオマリー節」と感想を述べ、リスナーから「目が覚めた!」「ウチの息子の歌かと思った」などの反響を取り上げている。

## スタッフ、キャスト
肩書は1994年の発売当時。
- 出演
  - トーマス・オマリー（阪神タイガース内野手）
  - 唐渡吉則（スポーツコメンテーター）
  - 角淳一（毎日放送アナウンサー）
  - 城野昭（同）
  - 高井美紀（同）
- 写真協力：スポーツニッポン新聞社
- 制作：MBS企画、ミックス
- 企画：毎日放送
- 協力：阪神タイガース

## 収録内容
- リマスター盤ではトラック2が削除されている[注 3]。

| #         | タイトル                                                                                      | 作詞                              | 作曲                           | 時間  |
| --------- | --------------------------------------------------------------------------------------------- | --------------------------------- | ------------------------------ | ----- |
| 1.        | 「オープニング」                                                                              |                                   |                                | 1:21  |
| 2.        | 「（オマリーのヒッティング・マーチ）」(リマスター盤では削除)                                  |                                   |                                | 1:34  |
| 3.        | 「オール阪神タイガース選手何でもベスト3 パートI」                                             |                                   |                                | 4:56  |
| 4.        | 「ダイナミック・イングリッシュ・レッスン・スペシャル・ヴァージョン （レッスン1〜レッスン3）」 |                                   |                                | 4:51  |
| 5.        | 「オマリーの私を甲子園に連れてって （TAKE ME OUT TO THE BALL GAME）」                         | ジャック・ノーワース              | アルバート・フォン・ティルザー | 1:32  |
| 6.        | 「角・唐渡の甲子園漫才「野球は楽し!」」                                                       |                                   |                                | 3:09  |
| 7.        | 「オール阪神タイガース選手何でもベスト3 パートII」                                            |                                   |                                | 2:57  |
| 8.        | 「オマリーの六甲おろし（阪神タイガースの歌）」                                                | 佐藤惣之助 馬野真美（英語版訳詞） | 古関裕而                       | 2:28  |
| 9.        | 「エンディング」( 「架空実況中継」コーナー)                                                   |                                   |                                | 1:06  |
| 10.       | 「1994年○月○日阪神タイガース優勝決定の瞬間」(おまけコーナー)                                  |                                   |                                | 2:35  |
| 11.       | 「オマリーの六甲おろし」(オリジナル・カラオケ)                                                |                                   |                                | 2:27  |
| 12.       | 「ダイナミック・イングリッシュ・アラカルト」                                                  |                                   |                                | 7:00  |
| 13.       | 「オマリーの私を甲子園に連れてって」(オリジナル・カラオケ)                                    |                                   |                                | 1:24  |
| 合計時間: | 合計時間:                                                                                     | 合計時間:                         | 合計時間:                      | 37:20 |